# Lijst van onroerend erfgoed in Begijnendijk
Een overzicht van het onroerend erfgoed in de gemeente Begijnendijk. Het onroerend erfgoed maakt deel uit van het cultureel erfgoed in België.
| Object                              | Erfgoedstatus?                    | Bouwjaar of architect | Deelgemeente | Adres                     | Coördinaten                   | Nummer? | Afbeelding                          |
| ----------------------------------- | --------------------------------- | --------------------- | ------------ | ------------------------- | ----------------------------- | ------- | ----------------------------------- |
| Parochiekerk Heilige Lucia van 1955 |                                   |                       | Begijnendijk | Kerkplein 1               | 51° 1' 11" NB, 4° 46' 58" OL  | 41474   | Parochiekerk Heilige Lucia van 1955 |
| Parochiekerk Sint-Laurentius        | toren (monument) orgel (monument) |                       | Betekom      | St.-Laurentiusstraat      | 50° 59' 5" NB, 4° 46' 53" OL  | 41476   | Parochiekerk Sint-Laurentius        |
| Onze-Lieve-Vrouwekapel              |                                   |                       | Betekom      | Prof.Scharpélaan          | 50° 59' 21" NB, 4° 46' 55" OL | 41477   | Onze-Lieve-Vrouwekapel              |
| Lage arduinen armpomp               |                                   |                       | Betekom      | Corn. Vissenaekensplein   | 50° 59' 7" NB, 4° 46' 55" OL  | 41478   | Lage arduinen armpomp               |
| Burgerhuis                          |                                   |                       | Betekom      | Corn. Vissenaekensplein 1 | 50° 59' 7" NB, 4° 46' 55" OL  | 41479   | Burgerhuis                          |
| Windmolen Torenmolen                | Monument                          |                       | Betekom      | Molenweg                  | 50° 59' 33" NB, 4° 46' 56" OL | 41481   | Windmolen Torenmolen                |
| Huis van 1750 "Watermolen"          |                                   |                       | Betekom      | Prof.Scharpélaan 64       | 50° 59' 20" NB, 4° 46' 55" OL | 41482   | Huis van 1750 "Watermolen"          |
| Windmolen Beltmolen                 | Monument                          |                       | Betekom      | Pater Damiaanstraat 5     | 50° 59' 14" NB, 4° 46' 38" OL | 200110  | Windmolen Beltmolen                 |
| Oorlogsmonument                     |                                   |                       | Betekom      | Gelroodsesteenweg         |                               | 214115  | Oorlogsmonument                     |
| Hof van Uythem                      |                                   |                       | Begijnendijk | Remerstraat 143           |                               | 216435  | Hof van Uythem                      |